# 高蒂·邁克爾遜
高蒂·邁克爾遜（英語：Goldie Michelson，1902年8月8日—2016年7月8日），美國超級人瑞，曾是美國在世最年长者。

## 生平
她的父親是一位年輕俄罗斯醫師，她父親帶著孩子跟她母親移民到美國。
她曾就讀於彭布羅克學院，現在是布朗大學的一部分，並於1924年畢業於社會學專業。她還於1936年在克拉克大學獲得碩士學位。
2016年5月12日，蘇珊娜·瓊斯過世，高蒂·邁克爾遜以113岁278天之齡成為美國的在世最年長者。2016年7月8日於美國逝世，享嵩壽113歲335天。愛黛兒·鄧拉普繼任在世美國最長壽者。